# 阿卜杜拉布·曼苏尔·哈迪
阿卜杜拉布·曼苏尔·哈迪（阿拉伯语：عبد ربه منصور هادي，羅馬化：ʿAbd Rabbih Manṣūr Hādī，發音：[ˈʕæbdˈrɑb.bu mænˈsˤuːr ˈhæːdi]；1945年9月1日—）為也門政客。其生于阿比扬省，1970年加入南也门军队，1990年早期晉升将領；也门统一后任总统委员会顾问。1994年5月任国防部长，同年10月3日任也门副总统。2012年2月就任也门总统，2022年4月宣佈辭職。

## 生平
1945年出生在阿比扬省瓦道阿地区，先后在埃及、英国、苏联学习军事，获得埃及纳赛尔高等军事学院硕士学位、苏联伏龙芝军事学院硕士学位。1994年5月任国防部长，9月晋升为少将军衔，1997年12月晋升为中将。从1994年10月3日开始担任也门副总统至2012年2月。2011年6月4日到9月23日之间，由于沙雷到沙特阿拉伯接受治疗他代理总统职务。2011年11月23日，萨利赫签署协议让出总统权力，哈迪则代理总统职权直至选出新总统为止。2012年2月下旬举行的大选中，哈迪作为唯一候选人，正式当选为也门总统。
2013年3月，过渡政府开始举行全国和解对话，并着手修改宪法。2014年9月，什叶派胡塞武装组织发动叛乱，夺取了也门首都萨那的控制权，并在随后的内阁改组、军队改革等问题上与也门政府摩擦不断。
2015年1月17日，胡塞武装绑架了也门总统办公室主任阿哈迈德·本·穆巴拉克。从19日清晨开始，也门总统卫队与胡塞武装在总统府附近激烈交火，并使用了装甲车和坦克等重型武器，造成至少9人死亡。当晚双方达成停火协议。20日，胡塞武装人员占领了总统府，并开始包围总统官邸和总理府等重要政府机构。21日，也门总统哈迪与胡塞武装组织代表在总统官邸达成协议，同意修改宪法草案以满足所有政治派别的诉求，胡塞武装组织和坚持南部地区独立的“南方运动”将获得更多内阁席位。胡塞武装组织同意释放总统办公室主任，撤走包围总统官邸的武装人员，交还总统府以及附近的军营，拆除19日以来在萨那市区设立的检查站，并允许所有政府机构恢复工作。23日，哈迪在愈演愈烈的也门政治危机中宣布辞去总统职务，之后也门各党派在联合国代表的协调下进行政治对话，但各方在总统和议会合法性、总统委员会组成以及军队地位等问题上存在分歧，未能达成协议。2月6日，胡塞武装组织举行新闻发布会，宣布成立总统委员会和全国过渡委员会，以取代也门总统和议会治理国家。然而联合国在当地时间6日表态称，这是一项“单方面决定”，不予承认。
2015年2月21日，总统哈迪从胡塞武装的软禁中逃离首都萨那，前往原南也门的首都亚丁，随后他收回之前的辞呈，海湾阿拉伯国家合作委员会成员国纷纷将使馆迁至亚丁，以表示对哈迪的支持。
2017年3月，由胡塞武裝組織控制的沙那法院宣布以叛國罪對缺席审判的葉門總統哈迪及其六名政府官員判處死刑。